# Atrichopogon piceiventris
Atrichopogon piceiventris är en tvåvingeart som först beskrevs av Jean-Jacques Kieffer 1917.  Atrichopogon piceiventris ingår i släktet Atrichopogon och familjen svidknott.
Artens utbredningsområde är Paraguay. Inga underarter finns listade i Catalogue of Life.